# Typ 98 Ko-Hi
Das Typ 98 Ko-Hi war ein Halbkettenfahrzeug, das von 1938 (Kōki 2598, daher die Typbezeichnung) bis 1945 vom Kaiserlich Japanischen Heer als Artilleriezugmaschine eingesetzt wurde.

## Geschichte
In den Jahren 1922–32 hatte der französische Fahrzeughersteller Citroën zwei Expeditionen (Croisière Noire und Croisière Jaune) durchgeführt um den Nutzen von Citroën-Kégresse Halbkettenfahrzeugen zu zeigen. Welche dann auch als Zugmaschine in das französische Heer eingeführt wurden. Die japanischen Streitkräfte importierten zur Erprobung in den frühen 1930er Jahren einige Fahrzeuge von diesem Hersteller. Von dieser Entwicklung beeinflusst hatte man bereits in den 1920ern einige Prototypen mit bootsähnlichem Körper, mit denen man den Fahrzeugen amphibische Eigenschaften verleihen wollte, gebaut. Diese Erprobungsfahrzeuge – Inoma-Kaminishi Trial Type 1 Amphibious (1928) und Type 2 Amphibious (1929) – waren als Schwimmpanzer mit Turm ausgeführt, die sowohl vier Räder an zwei Achsen und dazwischen auch ein Kettenlaufwerk hatten. Ein Fahrzeug – Armoured Car amphibious Type 2 – wurde 1929–1930 modifiziert und als offener amphibischer Panzerwagen mit Halbkettenlaufwerk nach Kégresse-Vorbild erprobt. Diese Entwicklung mündete später im japanischen Schwimmpanzer des Typ 2 Ka-Mi.
Im Juni 1937 kam es zum Zwischenfall an der Marco-Polo-Brücke, welcher als Beginn des Zweiten Japanisch-Chinesischen Krieges gilt. Zu dieser Zeit verfügte das Kaiserlich Japanische Heer über eine Friedensstärke von 247.000 Mann in siebzehn Divisionen und vier unabhängigen Panzerregimentern. Eine Vollmotorisierung bzw. Mechanisierung der Truppe war auf Grund der mangelnden industriellen Basis und fehlender finanzieller Mittel nicht möglich. Der Großteil der Transport- und Logistikaufgaben erfolgte daher durch Lasttiere und den Schienenverkehr. Jedoch verfügte jede Division über eine motorisierte Gruppe mit rund 200 bis 300 Kraftfahrzeugen und etwa fünfzig leicht gepanzerten Kampffahrzeugen. Durch die Notwendigkeit der Überbrückung langer Distanzen, auf dem schlecht ausgebauten chinesischen Verkehrsnetz, sah sich das japanische Heer immer mehr gefordert, seine Truppen zu motorisieren. Daher lieferte ab 1938 die Firma Jidōsha Kōgyō, welche bereits die im Truppendienst befindlichen Lastkraftwagen Typ 94 6-Rad-Lkw und Typ 97 4-Rad-Lkw fertigte, ein im Land produziertes Halbkettenfahrzeug, das auf diesen Lastkraftwagen und dem Laufwerk des Leichten Panzers Typ 95 Ha-Gō aufbaute. Diese Arbeiten mündeten später, beeinflusst durch deutsche gepanzerte Halbkettenfahrzeuge, in den Schützenpanzerwagen des Typ 1 Ho-Ha.

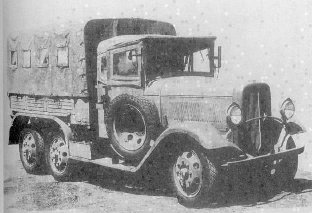
Typ 94 6-Rad-Lkw als Basisfahrzeug.
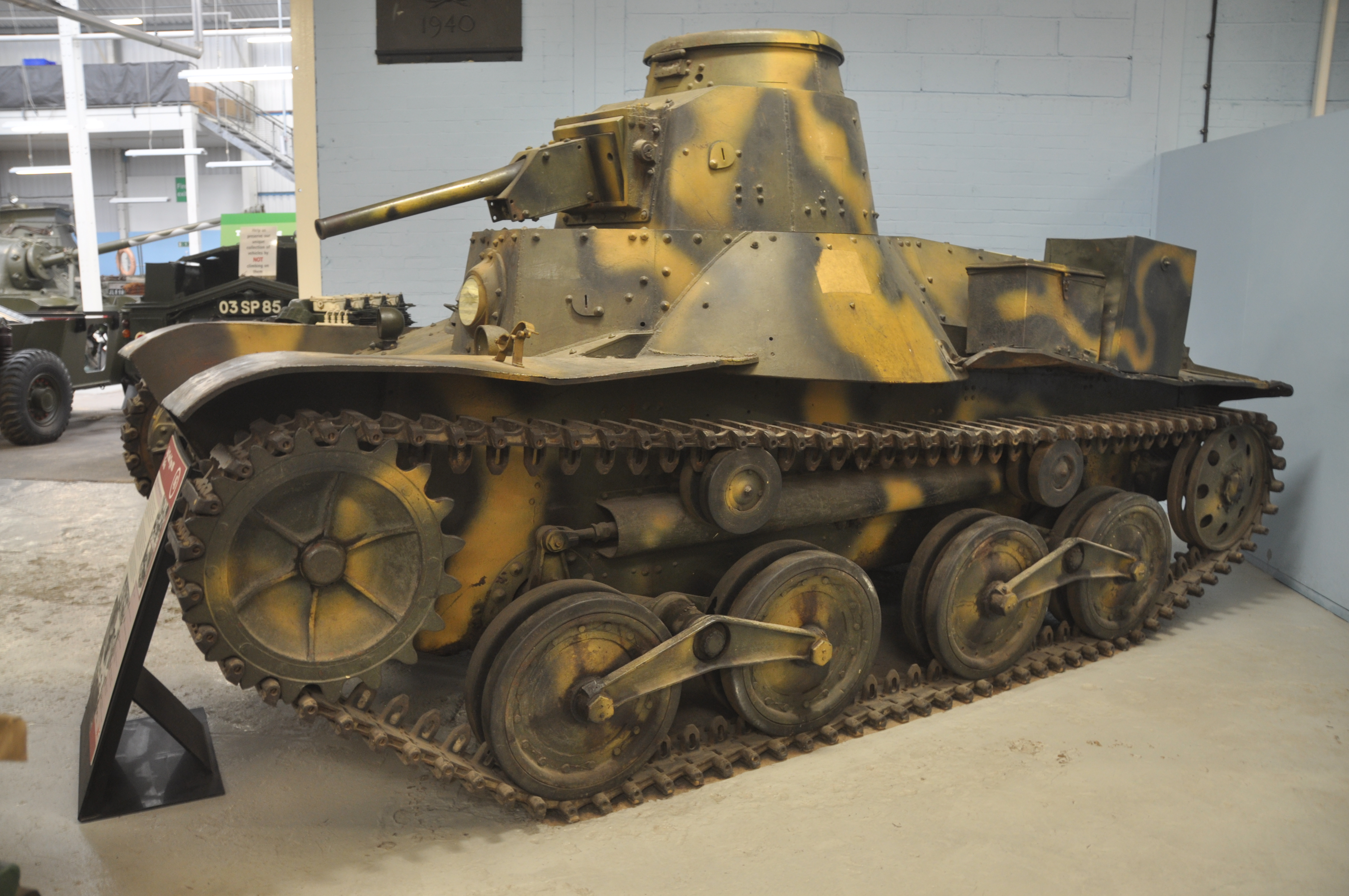
Leichter Panzer Typ 95 Ha-Gō, Laufwerk als Entwicklungsbasis für den Kettenantrieb.
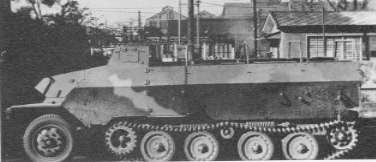
Schützenpanzerwagen Typ 1 Ho-Ha.

## Varianten
Vom Typ 98 Ko-Hi wurden zwei Versionen hergestellt. Diese unterschieden sich hauptsächlich in den Abmessungen und im Aufbau des Laufwerks (3 oder 4 Laufrollen).
In Folge von Forderungen zur stärkeren Mobilisierung der Flugabwehr für die japanischen Panzerverbände, wurden um 1940 Versuche gestartet, den Typ 98 Ko-Hi (Kurze Ausf.) mit einer 20-mm-Maschinenkanone zu kombinieren. Obwohl sich das Fahrzeug als geeignete erwies, wurden nur ein Prototyp bzw. wenige Exemplare dieser Kombination hergestellt, da die Kombination der 20-mm-Maschinenkanone auf dem Fahrgestell des Typ 94 6-Rad-Lkw bevorzugt wurde. Des Weiteren gibt es Fotos eines gepanzerten Halbkettenfahrzeuges mit einem leicht veränderten Fahrwerk eines Typ 98 Ko-Hi (Lange Ausf.).
Die Anzahl der gebauten Fahrzeuge und Varianten ist nicht bekannt.

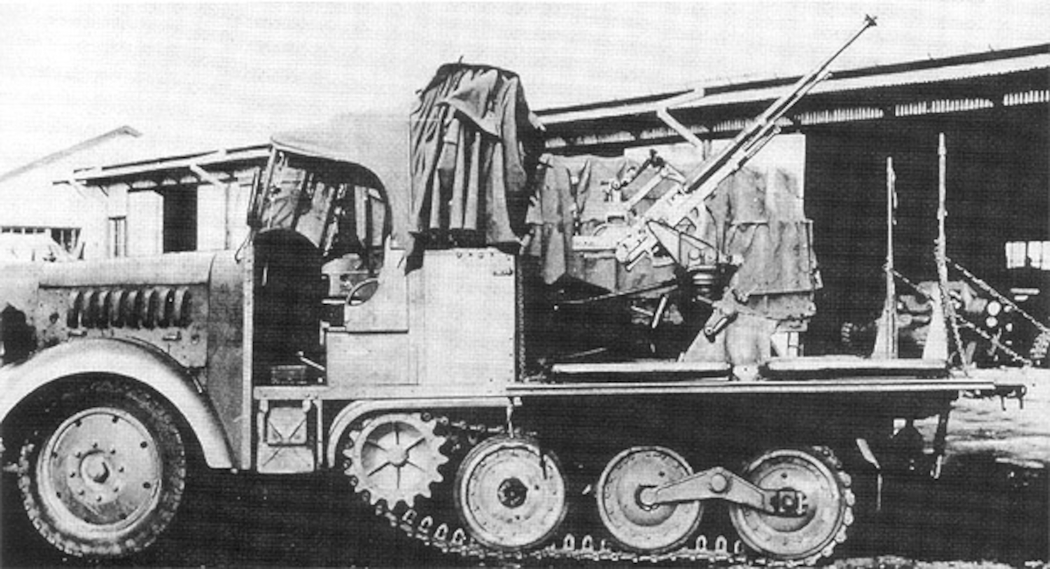
Typ 98 Ko-Hi (kurze Version) als Selbstfahrlafette (Prototyp) für 20-mm-MK
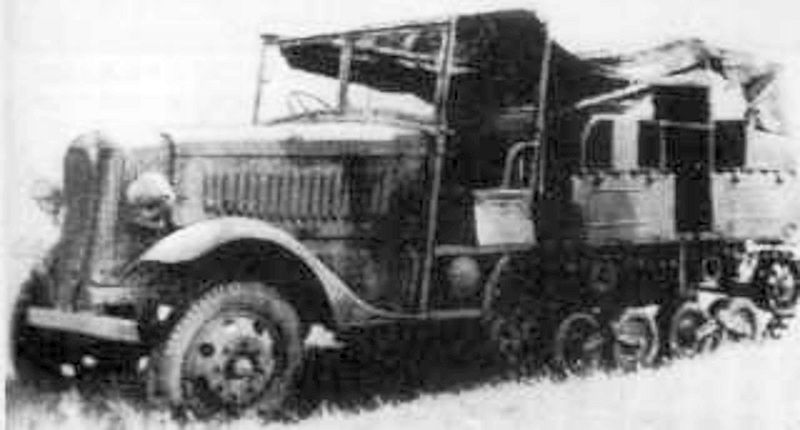
Typ 98 Ko-Hi (lange Ausführung)

## Technische Daten
| Typ 98 Ko-Hi                 |                                    |                                    |
|                              | Kurze Ausf.                        | Lange Ausf.                        |
| 0Allgemeine Eigenschaften    |                                    |                                    |
| Gewicht                      | 5,281 t                            | 6 t                                |
| Länge                        | 5,3 m                              | 5,67 m                             |
| Breite                       | 2,0 m                              | 1,9 m                              |
| Höhe                         | 2,2 m                              | 2,3 m                              |
| Zuglast                      | 3,5 t                              |                                    |
| 0Motor                       |                                    |                                    |
| Motor                        | 6-Zylinder-Dieselmotor luftgekühlt | 6-Zylinder-Dieselmotor luftgekühlt |
| Leistung                     | 110 PS                             | 120 PS                             |
| Höchstgeschwindigkeit Straße | 48 km/h                            | 48 km/h                            |
| Kraftstoffvorrat             | 190 l                              |                                    |

## Erhaltene Exemplare
Mehrere Fahrzeuge wurden von den alliierten Truppen zum Kriegsende erbeutet. Aktuell ist nicht bekannt, ob noch eines dieser Fahrzeuge existiert.